# Vesszőkaktusz
A vesszőkaktusz (Rhipsalis) nemzetség epifita életmódú, hengeres vagy lapos szártagú kaktuszfajok nemzetsége.

## Elterjedése
Florida, Karib-szigetek, Közép- és Dél-Amerika, Közép-Afrika, Madagaszkár, Ceylon. A Rhipsalis baccifera (syn. Rh. cassytha) a Cactaceae család egyetlen faja, mely az Újvilágon kívül is őshonosan megtalálható, helyi alfajai alakultak ki, melyek nem találhatóak meg a trópusi Amerikában. Ázsiába és Afrikába minden bizonnyal madarak hurcolták be (A kérdéssel részletesen foglalkozik Dr. Phil Maxwell a New Zealand Cactus and Succulent Journal-ban és a http://rhipsalis.com/maxwell.htm oldalon közzétett írásában).

## Jellemzői
Hajtásain rendszerint léggyökerek nőnek. A fiatal hajtások az idősektől alakban és töviskezdeményekben sokszor eltérnek. Virága kicsi, zöldesfehér, fehér, sárga vagy vörös. A termés csupasz bogyó, fehér, vörös vagy aranysárga.

## Rokonsági viszonyai
A Rhipsalis génusz a dél-amerikai epifita kaktuszok principális nemzetsége, elterjedésének középpontja Kelet-Brazília. A jelen rendszerek a nemzetséget a kis, alapvetően színtelen virágú és akrotonikusan elágazó fajokra korlátozzák, a színes, nagy virágú fajokat a Hatiora és Schlumbergera, a mezotonikusan elágazókat a Lepismium nemzetségbe sorolják.

## Fajai
Subgenus Calamorhipsalis K. Schumann:
- Rhipsalis hoelleri Barthlott and N P Taylor in Bradleya 13 (1995)
- Rhipsalis neves-armondii K. Schumann in Martius, Fl. Bras. 4(2): 284. (1890)
  - Rhipsalis neves-armondii f. megalantha (Lofgren) Barthlott and N P Taylor in Bradleya 13 (1995)
- Rhipsalis puniceo-discus G. A. Lindberg, Gartenflora 42: 233. (1893)

Subgenus Epallagogonium K. Schumann:
- Rhipsalis dissimilis (G. A. Lindberg) Schumann in Martius, Fl. Bras. 4(2): 286. (1890)
  - Rhipsalis dissimilis f. epiphyllanthoides (Backeberg) Süpplie (1993)
  - Rhipsalis dissimilis f. marnierianum (Backeberg) Barthlott and Taylor in Bradleya 13
- Rhipsalis floccosa Salm-Dyck in Pfeiffer, Enum. Cact. 134. (1837)
  - Rhipsalis floccosa subsp. hohenauensis (F Ritter) Barthlott and N P Taylor in Bradleya 13 (1995)
  - Rhipsalis floccosa subsp. oreophila Taylor & Zucc. in CCI 6:7' (1998)
  - Rhipsalis floccosa subsp. pittieri (Britton & Rose) Barthlott and N P Taylor in Bradleya 13 (1995)
  - Rhipsalis floccosa subsp. pulvinigera (G A Lindberg) Barthlott and N P Taylor in Bradleya 13 (1995)
  - Rhipsalis floccosa subsp. tucumanensis (F A C Weber) Barthlott and N P Taylor in Bradleya 13 (1995)
- Rhipsalis pacheco-leonis Lofgren in Arch. Jard. Bot. Rio de Janeiro 2: 38 (1918)
  - Rhipsalis pacheco-leonis subsp. catenulata (Kimn.) Barth. & Taylor Bradleya 13:59 (1995)
- Rhipsalis paradoxa (Salm-Dyck ex Pfeiffer) Salm-Dyck, Cact. Hort. Dyck. 1849:228 (1850)
  - Rhipsalis paradoxa subsp. septentrionalis N P Taylor and Barthlott in Bradleya 13 (1995)
- Rhipsalis pentaptera A Dietrich in Allg. Gartenz. 4: 105. (1836)
- Rhipsalis sulcata F A C Weber in Bois, Dict. hort. 1046. (1898)
- Rhipsalis trigona Pfeiffer, Enum. Cact. 133. (1837)

Subgenus Erythrorhipsalis A. Berger:
- Rhipsalis aurea Freitas et al. in Syst. Bot. 34(3):505-509 (2009)
- Rhipsalis burchellii Britton & Rose Cact. 4: 225 (1923)
- Rhipsalis campos-portoana Lofgren in Arch. Jard. Bot.Rio de Janeiro 2: 35 - 36 (1918)
- Rhipsalis cereuscula Haworth, Phil. Mag. 7:112. (1830)
- Rhipsalis clavata F A C Weber, Rev. Hort. 64: 429. 1892
- Rhipsalis juengeri Barthlott and N.P. Taylor Bradleya 13 (1995)
- Rhipsalis ormindoi N.P.Taylor & D.C.Zappi in Cactaceae Consensus Initiatives, 3: 8 (1997)
- Rhipsalis pilocarpa Lofgren in Monatsschr. Kakteenkunde 13; 52 (Apr. 1903) et in Revista Centr. Sci. (Campinas) 1903 (4); 188 (July 1903)
- Rhipsalis pulchra Lofgren, Arch. Jard. Bot. Rio de Janeiro 1: 75 - 76, tab 5 (1915)

Subgenus Phyllarthrorhipsalis F. Buxbaum:
- Rhipsalis agudoensis N.P. Taylor in CSJ 16:12'
- Rhipsalis cereoides (Backeberg & Voll) Backeberg Kakteen Pflanzen Samen 1927 - 1937, 10 Jahre Kakteen forschung [Catalogue];39 (1937 - 38)
- Rhipsalis crispata (Haworth) Pfeiffer Enum. cact.: 130 (1837)
- Rhipsalis cuneata Britton & Rose Cact. 4: 246 (1923)
- Rhipsalis elliptica Lindberg in Martius, Fl. Bras 4: 293. (1890)
- Rhipsalis elliptica var. helicoidea Loefgren 1918
- Rhipsalis goebeliana Backeberg Descr. Cact. nov. [1]; 10 (1956 publ. 1957)
- Rhipsalis micrantha (HBK) DC. Emend Barthlott in Trop. Subtrop. Pflanzenw. 10:7 (1974)
  - Rhipsalis micrantha f. kirbergii (Barthlott) Süpplie In Rhipsalidinae (1993) (synonyn: tonduzii)
  - Rhipsalis micrantha f. rauhiorum (Barthlott) Süpplie (1993) (synonym R. roseana)
- Rhipsalis oblonga Lofgren, Arch. Jard. Bot. Rio de Janeiro 2: 36. (1918)
- Rhipsalis occidentalis Barthlott and Rauh in Kakt. and Sukk 38: 17 (1987)
- Rhipsalis olivifera N.P.Taylor & D.C.Zappi in Cactaceae Consensus Initiatives, 3: 8 (1997)
- Rhipsalis pachyptera Pfeiffer, Enum. Cact. 132. (1837)
- Rhipsalis platycarpa (Zucc) Pfeiff in Enum. Cact. 131 (1837)
- Rhipsalis russellii Britton & Rose, Cact. 4:242 (1923)

Subgenus Rhipsalis Gartn.:
- Rhipsalis baccifera (J.S. Mueller) Stearn in Cact. J. (Croydon) 7: 107 (1939)
  - Rhipsalis baccifera subsp. cleistogama M. Kessler, P.L. lbisch & Barthlott Bradleya 18: 22 (2000)
  - Rhipsalis baccifera subsp. erythrocarpa (K. Schumann) Barthlott in Bradleya 5 (1987)
  - Rhipsalis baccifera subsp. hileiabaiana N P Taylor and Barthlott in Bradleya 13 (1995)
  - Rhipsalis baccifera subsp. horrida (Baker) Barthlott in Bradleya 5 (1987)
  - Rhipsalis baccifera subsp. mauritiana (De Candolle) Barthlott in Bradleya 5 (1987)
  - Rhipsalis baccifera subsp. shaferi (Britton & Rose) Barthlott and N P Taylor in Bradleya 13 (1995)
- Rhipsalis ewaldiana Barthlott and Taylor in Bradleya 13 (1995)
- Rhipsalis grandiflora Haworth, Suppl. Pl. Succ. 83. (1819)
- Rhipsalis lindbergiana K. Schumann in Martius, Fl. Bras. 4(2): 271. (1890)
- Rhipsalis mesembryanthemoides Haworth, Rev. Például Succ. 71. (1821)
- Rhipsalis teres (Vellozo) Steudel, Nom. ed. 2.2: 449. (1841)
  - Rhipsalis teres f. capilliformis (F A C Weber) Barthlott & N P Taylor in Bradleya 13 (1995)
  - Rhipsalis teres f. heteroclada (Britton & Rose) Barthlott and N P Taylor in Bradleya 13 (1995)
  - Rhipsalis teres f. prismatica (Lemaire) Barthlott & N P Taylor in Bradleya 13 (1995)

## Képek

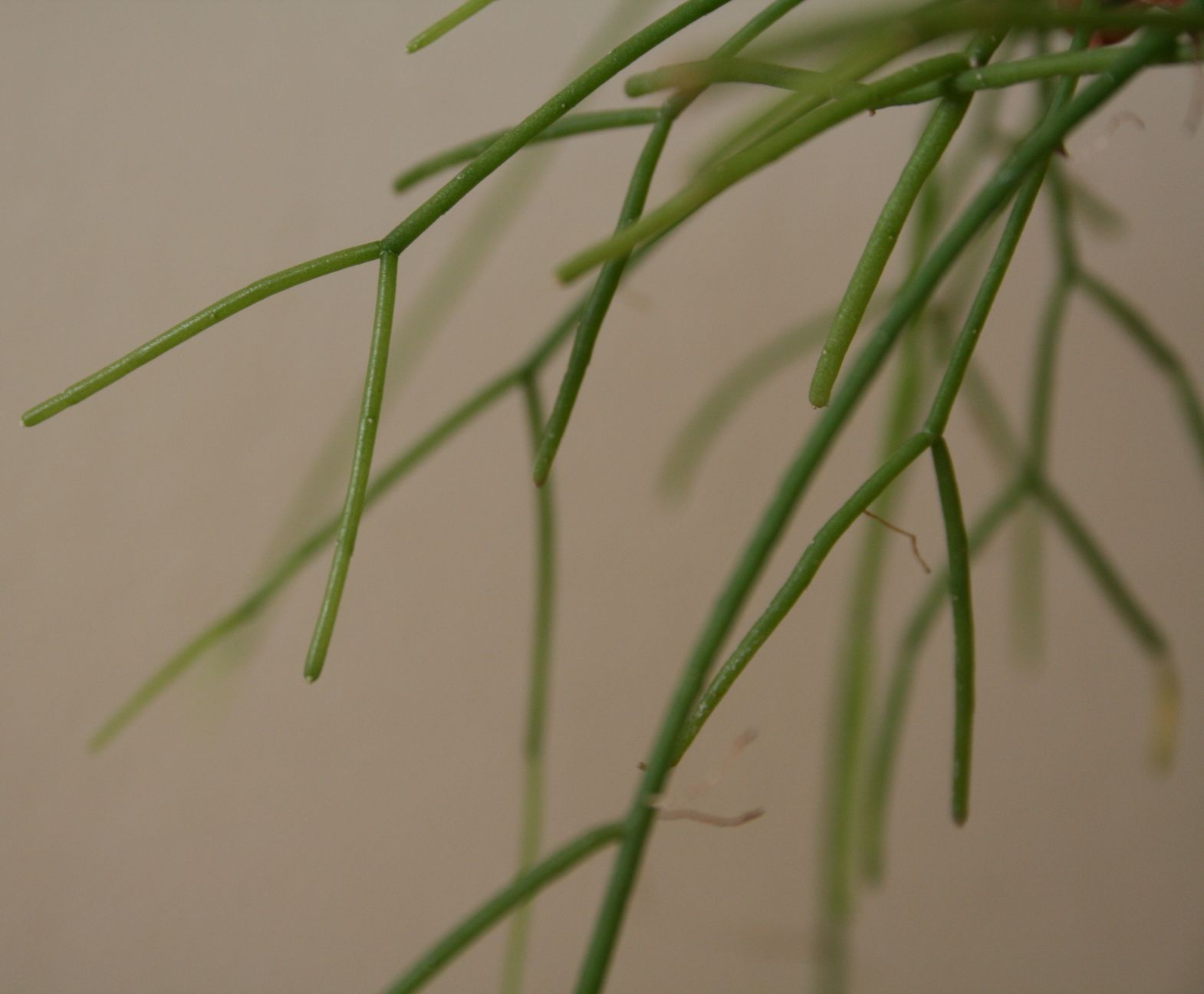
Rhipsalis baccifera
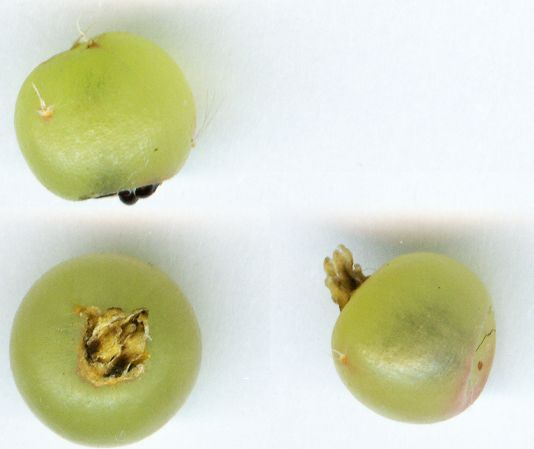
Rhipsalis baccifera termése
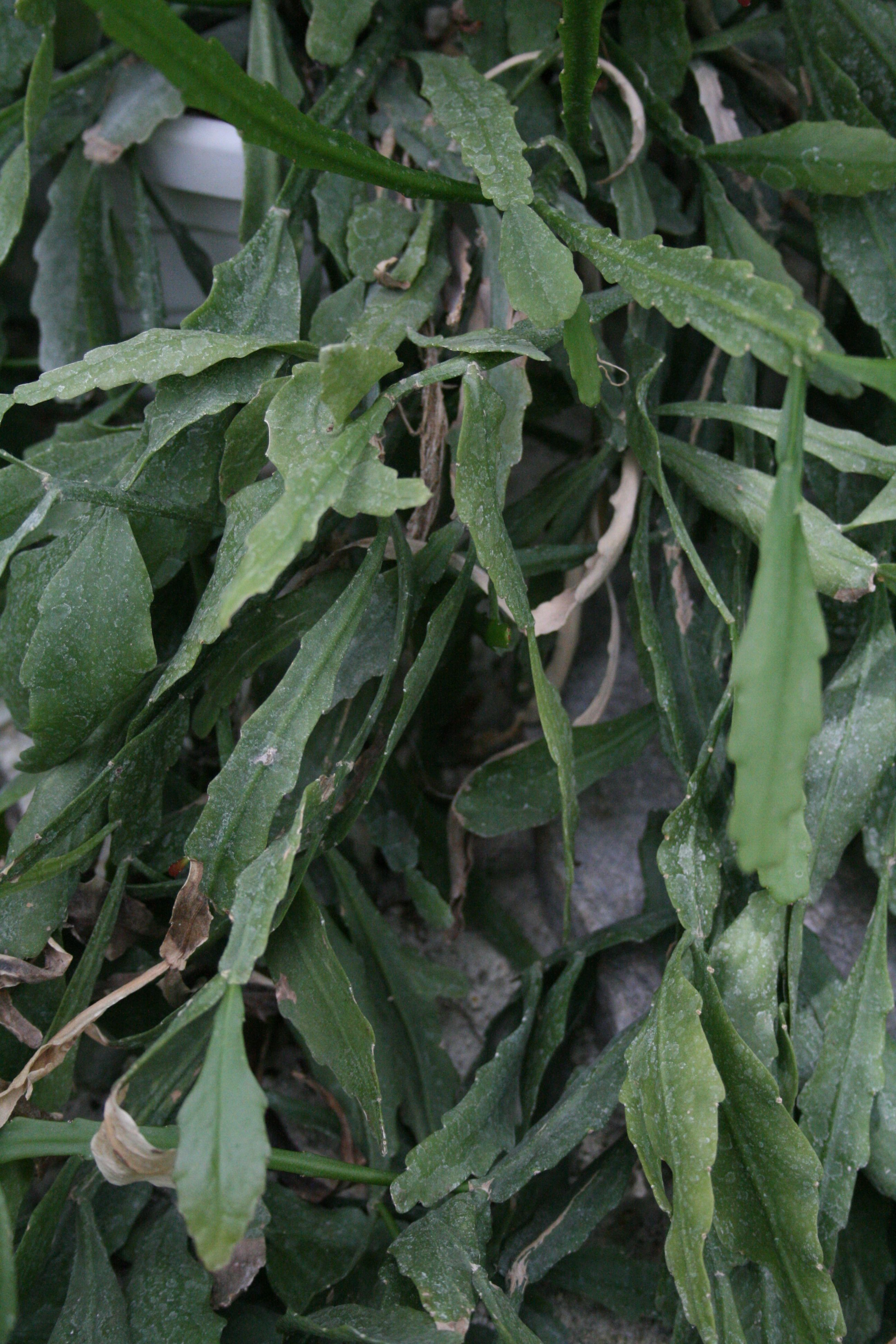
Rhipsalis goebeliana
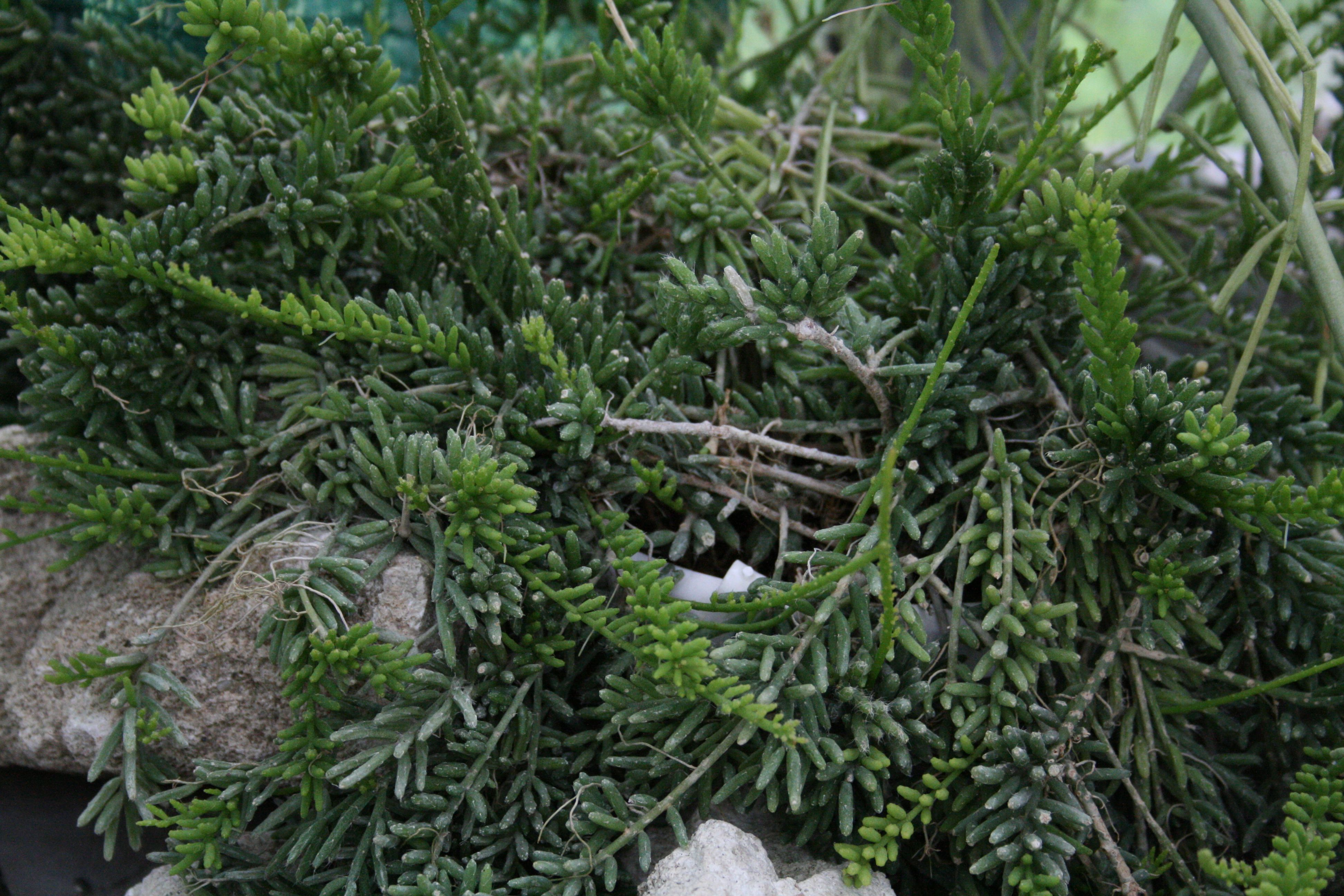
Rhipsalis mesembryanthemoides
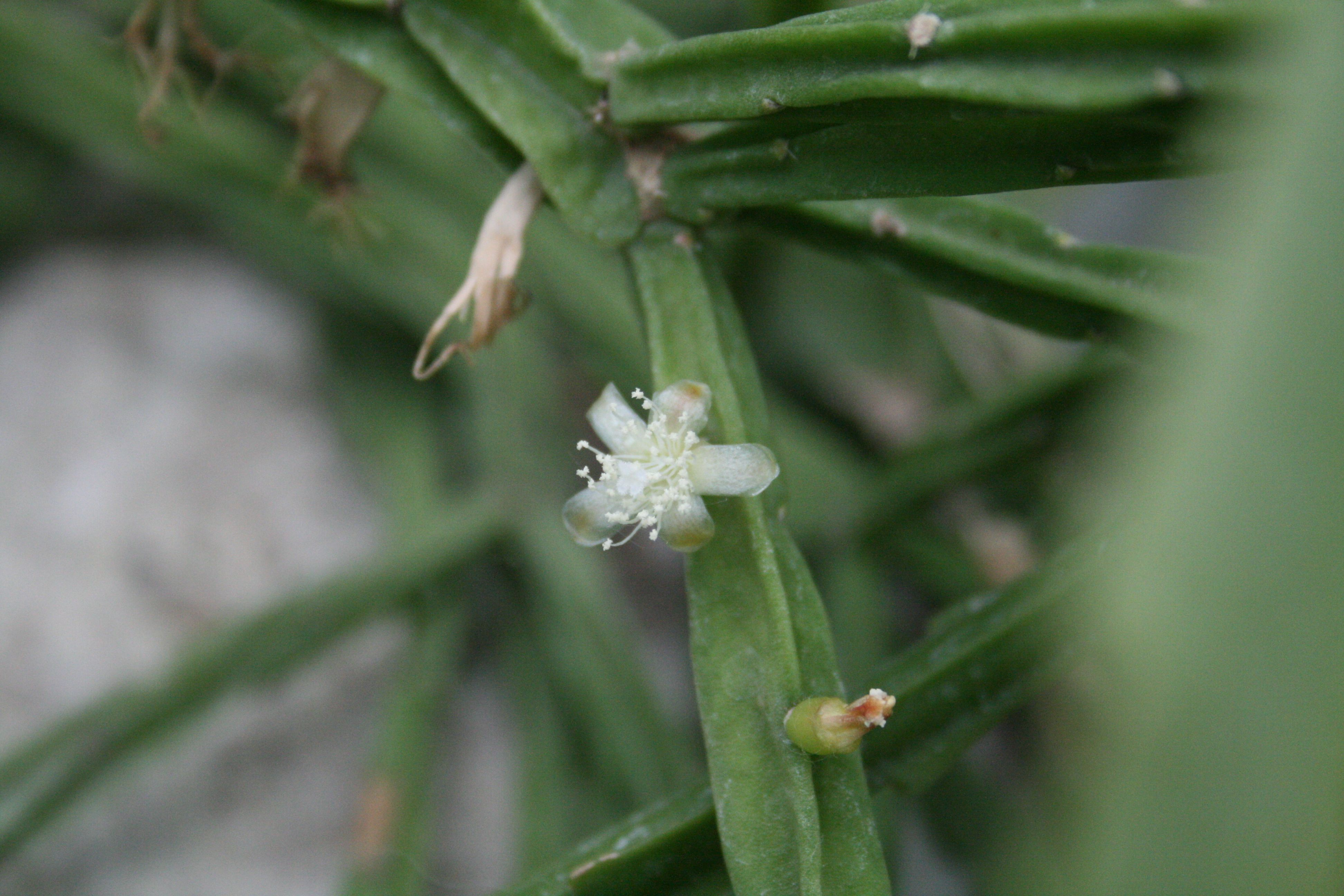
Rhipsalis pentaptera